# Charouz Racing System
Charouz Racing System (CHRS) is een Tsjechisch autosportteam dat opgericht werd in 1985 door Antonín Charouz.
In de jaren 80 nam het team deel aan het Europese kampioenschap circuitraces 1600 cc. In 1992 maakte het team ook auto's voor een speciaal cup-kampioenschap.
Sinds 1998 neemt het team ook deel aan het Europees Kampioenschap Rally.
In het seizoen 2005-2006 begon het team ook met de A1GP voor het A1 Team Tsjechië. In het eerste seizoen behaalden zij een overwinning met Tomáš Enge in de laatste race op het Shanghai International Circuit. In het seizoen 2006-2007 nam Charouz ook het A1 Team Brazilië over.
In 2007 ging het team ook deelnemen aan enduranceraces in de Le Mans Series. In het eerste jaar eindigde het team met Jan Charouz, Stefan Mücke en Alex Yoong als vijfde in het kampioenschap, met als beste resultaat een tweede plaats in Valencia. In 2008 eindigde het team met Charouz en Mücke opnieuw vijfde, met als beste resultaat een tweede plaats op Silverstone.
In 2010 reed Charouz met vier auto's in de Auto GP, waarin ze in Imola hun enige overwinning behaalden met Adrien Tambay.
In 2011 nam het team ook voor het eerst deel aan de Formule Renault 3.5 Series, onder de naam Gravity-Charouz Racing, met Charouz en Brendon Hartley als coureurs. In 2012 ging het team de samenwerking aan met het Formule 1-team Lotus, waarbij ze twee Lotus-juniorcoureurs als coureurs hadden, Richie Stanaway en Marco Sørensen. Sørensen behaalde op Spa-Francorchamps de eerste overwinning voor het team. In 2013 rijden Sørensen en Marlon Stöckinger voor Lotus in de Formule Renault 3.5.